# Rathaus Lünen

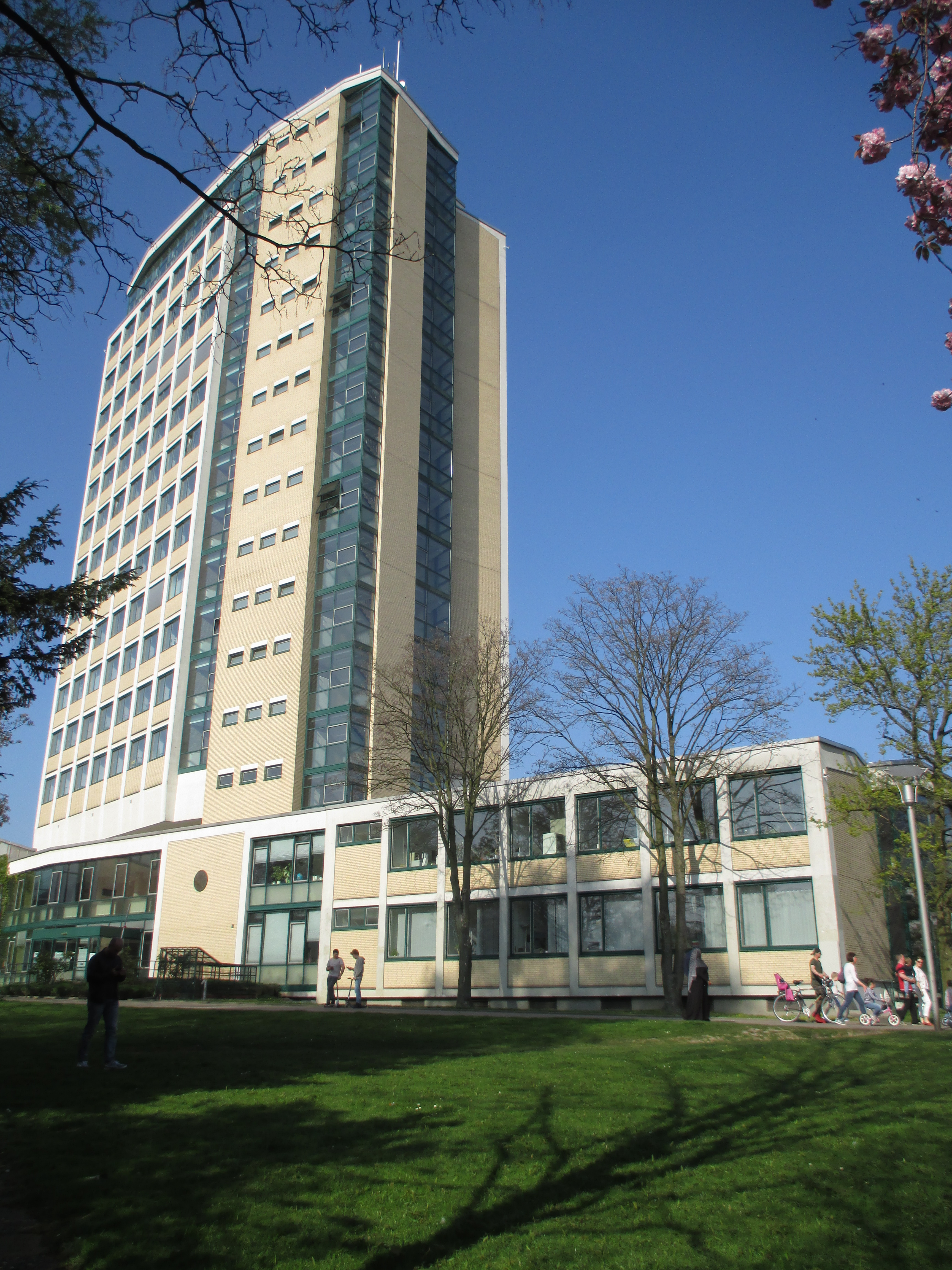
Rathaus der Stadt Lünen (2017), West- und Südseite

Das Rathaus der Stadt Lünen ist der Sitz der Verwaltung der Stadt. Es liegt in der Innenstadt.
Es beherbergt auch den Rat der Stadt, welchem, wie auch der Verwaltung, Lünens Bürgermeister Jürgen Kleine-Frauns vorsitzt.
Das vierzehnstöckige Gebäude ist denkmalgeschützt.
Es wurde von den Architekten Rausch und Stein entworfen und am 5. Oktober 1960 durch den damaligen Regierenden Bürgermeister von Berlin, Willy Brandt, übergeben. Versehen mit einem Paternosteraufzug (nicht mehr für die Öffentlichkeit freigegeben), ist es ein herausragendes Wahrzeichen von Lünen und weithin sichtbar.
Im Europäischen Kulturerbejahr 2018 erhielt das Rathaus die Auszeichnung und die Plakette „Big Beautiful Building“ (BBB).
Das Rathaus liegt in unmittelbarer Nähe zur Bushaltestelle Bäckerstraße, welche von der Verkehrsgesellschaft Kreis Unna (VKU) angefahren wird.